# Mahmoud Moustapha Kamel
Mahmoud Mustafa Kamel, né en 1928 et décédé en août 2004, était un arbitre égyptien de football. Il était le deuxième des quatre arbitres égyptiens ayant arbitré un match de la coupe du monde, après Aly Hussein Kandil et avant Gamal Al-Ghandour et Essam Abd El Fatah.

## Carrière
Il a officié dans une compétition majeure :
- Coupe du monde de football de 1974 (1 match :  Australie- Allemagne de l'Ouest 0-3)